# Plaza Mayor de Lima
La Plaza Mayor de Lima o Plaza de Armas de Lima es el sitio fundacional de la ciudad de Lima, capital del Perú. Es el principal espacio público de la ciudad. Está ubicada en el centro histórico de Lima, a su alrededor se levantan sobriamente el Palacio de Gobierno del Perú, la Catedral de Lima, la Iglesia del Sagrario, el Palacio Arzobispal de Lima, el Palacio Municipal de Lima y el Club de la Unión. Frente a frente, la municipalidad y la catedral testimonian el sello del trazo hispánico.
La plaza de Armas es atravesada por el jirón Junín, el jirón de la Unión, el jirón Huallaga y el jirón Carabaya.

## Historia

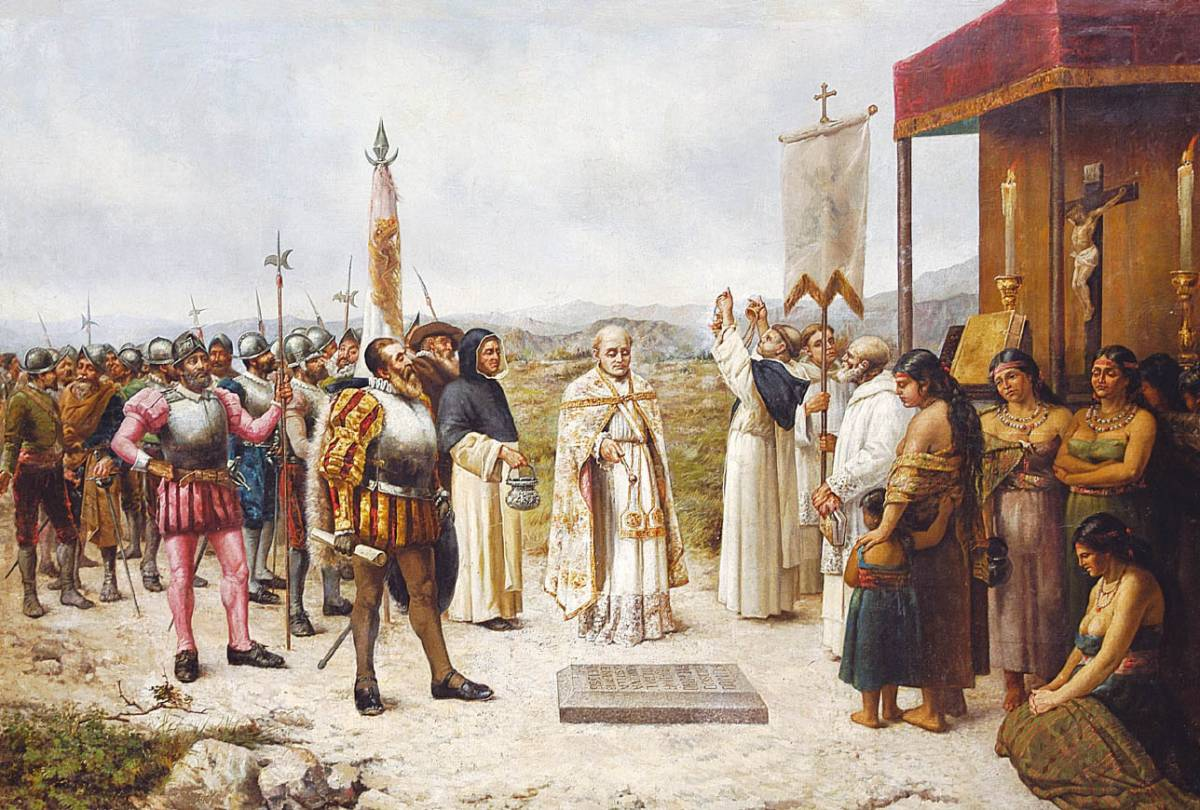
Fundación de Lima de José Effio (pintura de 1897, parte de la colección del Museo Nacional de Antropología, Arqueología e Historia del Perú).

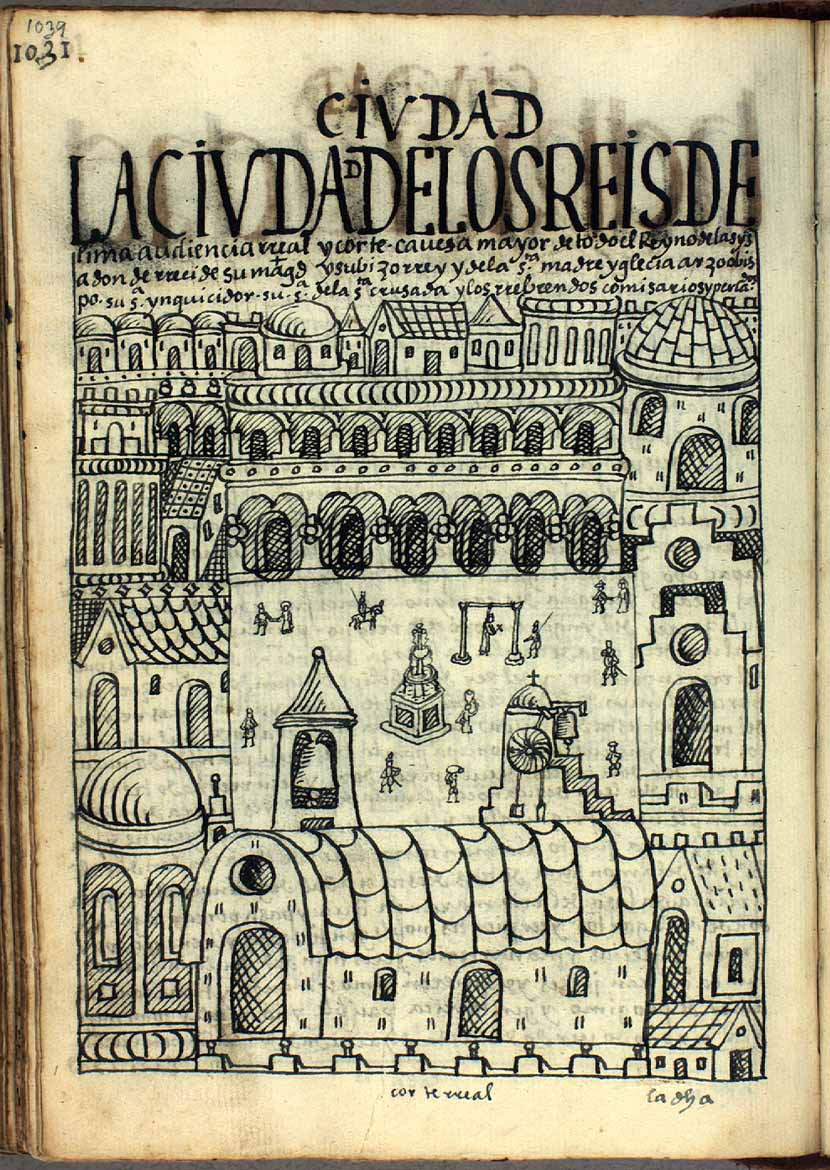
La plaza Mayor de la Ciudad de los Reyes, según Guamán Poma (Nueva cronica y buen gobierno, 1615).

El rey Carlos I de España dictó en 1523 las Ordenanzas para la fundación de ciudades en el nuevo mundo. En ellas se señalaba que, luego de trazado el plano de la ciudad por fundarse, este debía ser repartido a cordel y regla en forma de cuadrícula desde la localización de la plaza Mayor de tal forma que la ciudad siempre pueda expandirse. En la refundación de la ciudad, el 18 de enero de 1535, el conquistador Francisco Pizarro, conforme a la práctica señalada, plantó, en el centro del solar destinado a ser plaza mayor, el rollo o picota (madero alto que servía como columna para el ajusticiamiento de los condenados). 
Pizarro junto con Nicolás de Ribera, el capitán Diego de Agüero y el piloto Francisco Quintero trazaron la cuadrícula de la ciudad, las calles y manzanas. Cada manzana contaba con cuatro lotes. Pizarro, aprovechando su condición de fundador y gobernador se adjudicó la manzana entera ubicada en el lado norte de la plaza, entre ésta y el río Rímac. El lote norte del lado oriental de la plaza fue destinada a la vivienda del cura, el lote sur de ese mismo lado a la construcción de la iglesia y el lote norte del lado occidental fue destinado a servir de ayuntamiento, repartiéndose las demás manzanas entre los conquistadores.
El historiador y sacerdote Bernabé Cobo señaló con respecto a la plaza Mayor:

....es la más capaz y bien formada que yo he visto, ni en España. Ocupa todo el sitio de una cuadra, con el ancho de las cuatro calles que por todos los cuatro lados la cercan, y así tiene de ver pues por los cuatro lados mide más de dos mil pies; es muy llana...

Posteriormente, el virrey Diego López de Zúñiga y Velasco, Conde de Nieva, dispuso trasladar el rollo cerca al río, en la actual Estación de Desamparados. Esta medida se justificó en el hecho de que se iniciaron los trabajos para colocar en el centro de la plaza una pileta. Ese rollo fue regresado a la plaza Mayor y ubicado en el lado sur de la misma en el Callejón de Petateros donde hoy se abre el Pasaje Olaya. Finalmente, en 1668, el virrey Pedro Antonio Fernández de Castro, conde de Lemos, dispuso que el rollo se trasladara a la plaza de Santa Ana pero, debido a casos de crímenes menores, regresó al año siguiente a su ubicación en el Callejón de Petateros. 
Durante la época virreinal, la plaza Mayor sirvió como mercado, como plaza de toros y como sitio de ejecución de los condenados. Asimismo se desarrollaron en ella los autos de fe que celebró el Santo Oficio de la Inquisición de la que uno de los tres tribunales que tenía en América se encontraba en Lima. El primer auto de fe se celebró el 15 de noviembre de 1573 y en este se dictó la primera condena a ser quemado en toda América. El condenado Mateo Salado fue ejecutado ese mismo día en el «quemadero» que se ubicaba aproximadamente donde hoy se encuentra la Plaza de toros de Acho.
En 1622 se culminó la construcción de la Catedral de Lima, la misma que quedó totalmente terminada en 1797 tras la construcción de sus campanarios. Esa misma iglesia es la que actualmente se ubica en el lado oriental de la plaza.

### Época republicana

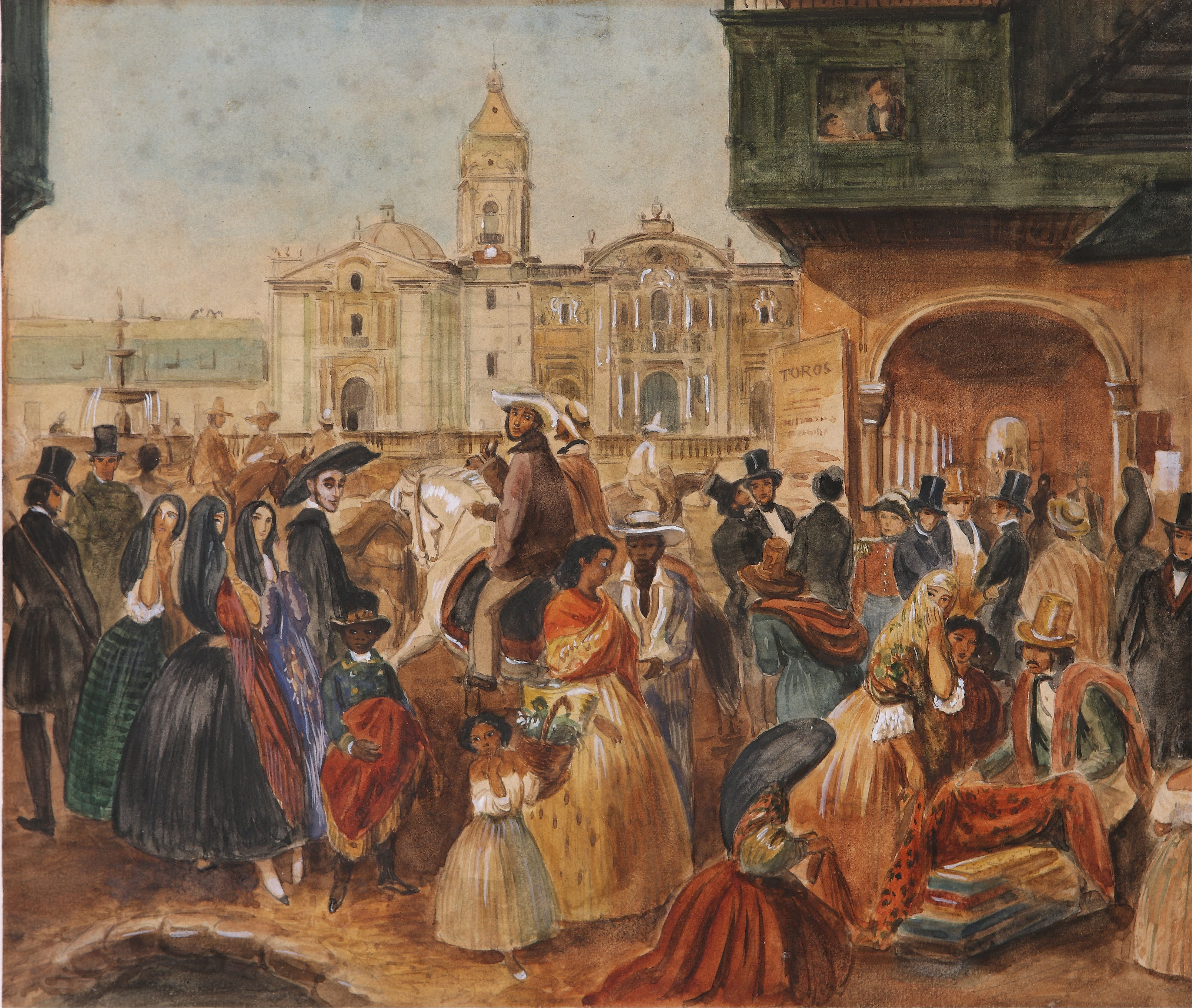
Plaza de lima, alrededor de 1843

En 1821, José de San Martín proclamó la Independencia del Perú en esta plaza, luego de lo cual salió en procesión llevando la nueva bandera del Perú. En 1855, el entonces presidente, Ramón Castilla, inauguró el primer sistema de alumbrado público a gas en virtud de lo cual se tendieron los primeros postes en la plaza y, por primera vez, se dispuso el área de jardines ya que, hasta esa fecha, la plaza era un gran terreno sin mayor pavimento.
En 1860 se inició el tendido de rieles para los primeros tranvías que fueron tirados por caballos y bestias de carga y, con la construcción de la Penitenciaría de Lima, las prisiones dejaron de estar en el Palacio de Gobierno y en el Cabildo. Finalmente, en el siglo XX se dieron las transformaciones definitivas de la plaza de Armas. En 1922, se terminó la construcción definitiva del Palacio Arzobispal. En 1938, la del Palacio de Gobierno y en 1944 el Palacio Municipal. Ya en 1940 se dispuso la uniformización del estilo neocolonial mediante la construcción de los portales de Escribanos y de Botoneros en la parte sur de la plaza y sus edificios con balcones de madera.

## Entorno
| Lado Norte |                     |  |  |           |
| Lado Oeste |                     |  |  | Lado Este |
|            |                     |  |  |           |
|            | PLAZA MAYOR DE LIMA |  |  |           |
|            |                     |  |  |           |
|            |                     |  |  |           |
|            |                     |  |  |           |
| Lado Sur   |                     |  |  |           |

## Galería

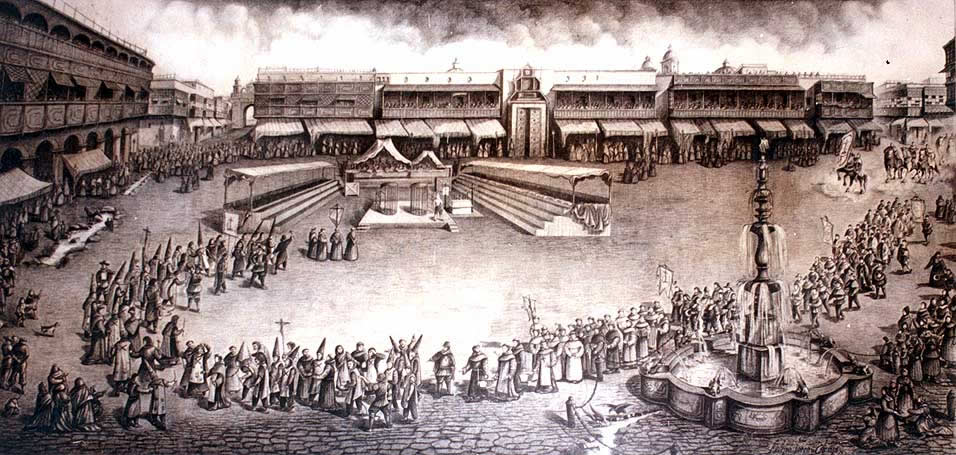
Auto de fe en la plaza Mayor, siglo XVII.
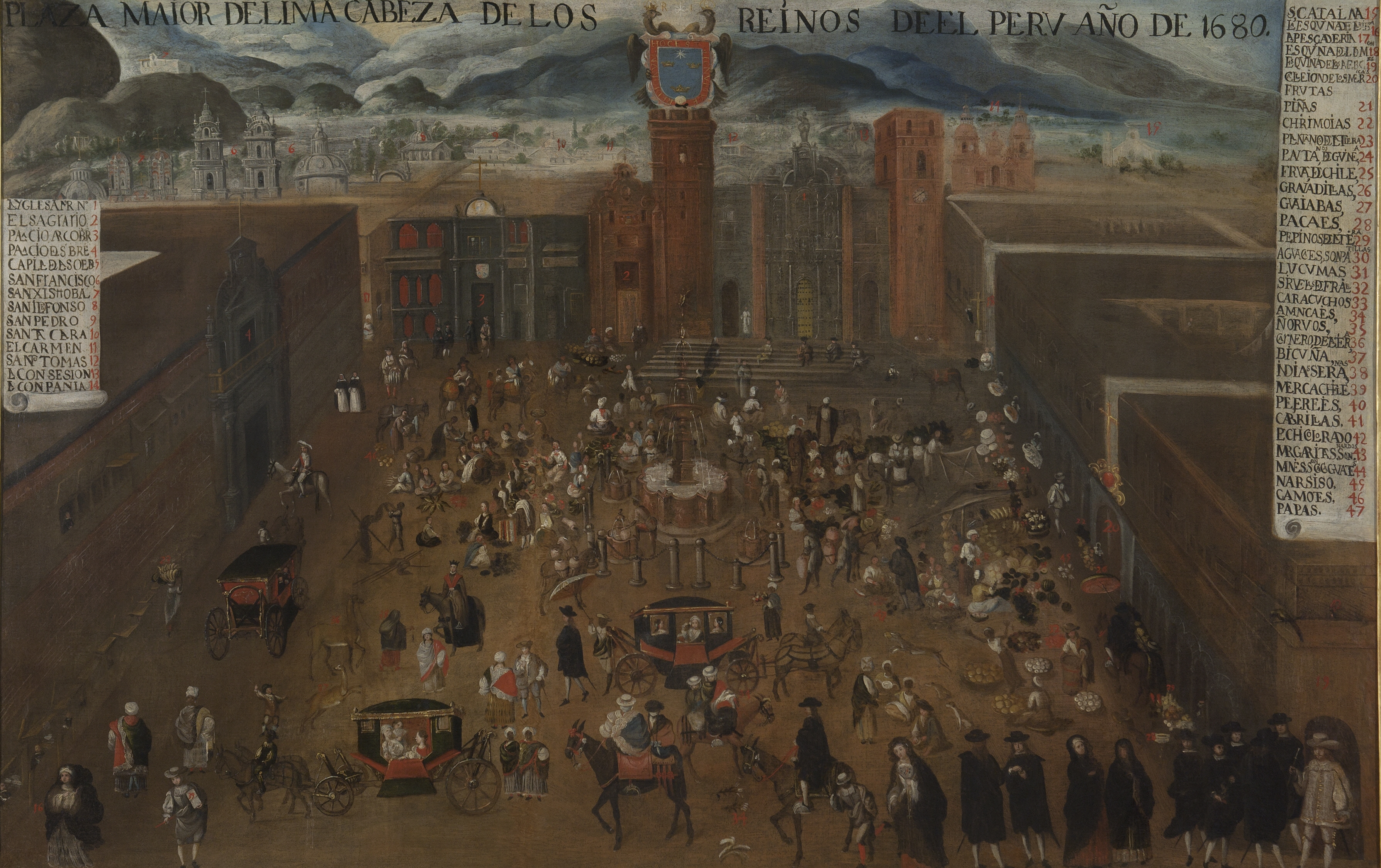
PLAZA MAIOR DELIMA CABEZA DE LOS [escudo] REINOS DEEL PERV AÑO DE 1680.
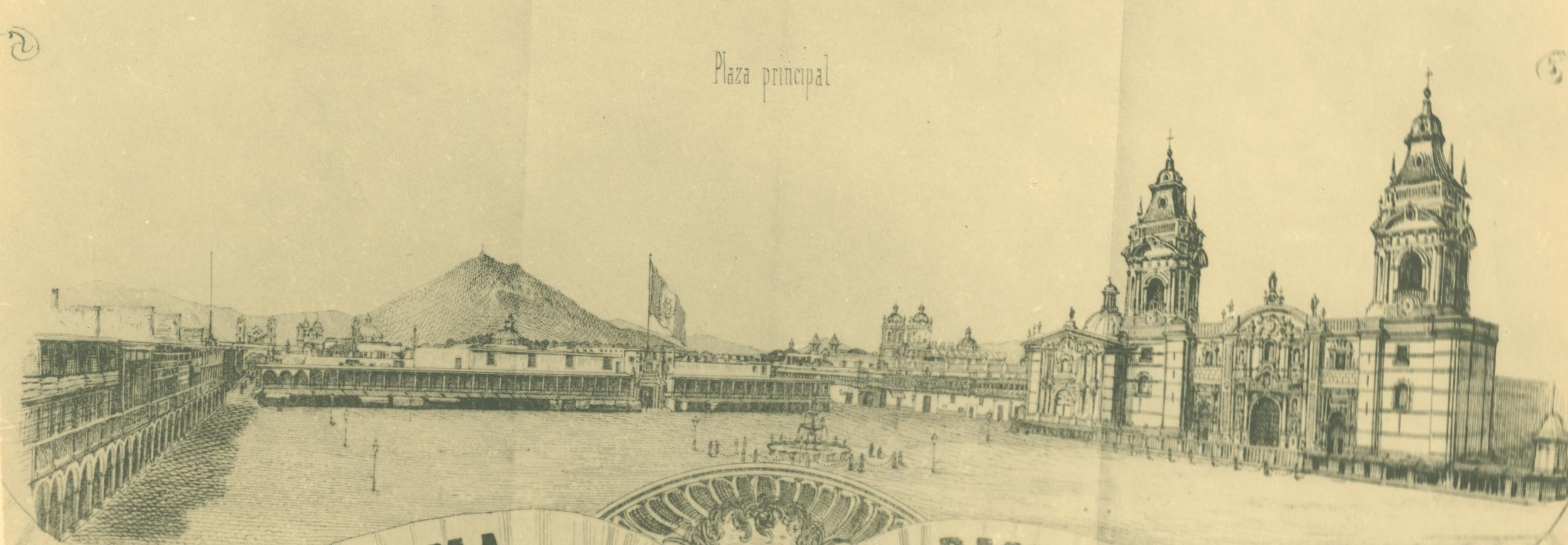
Grabado de 1860.
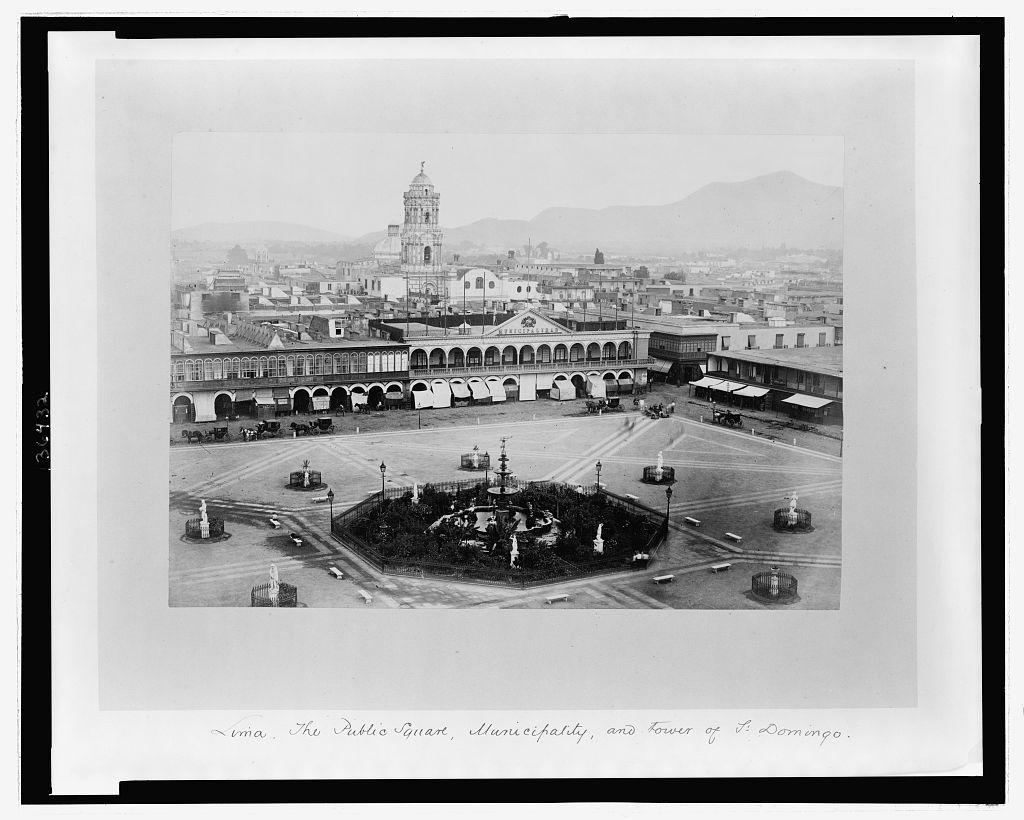
La plaza, fotografiada en 1868.
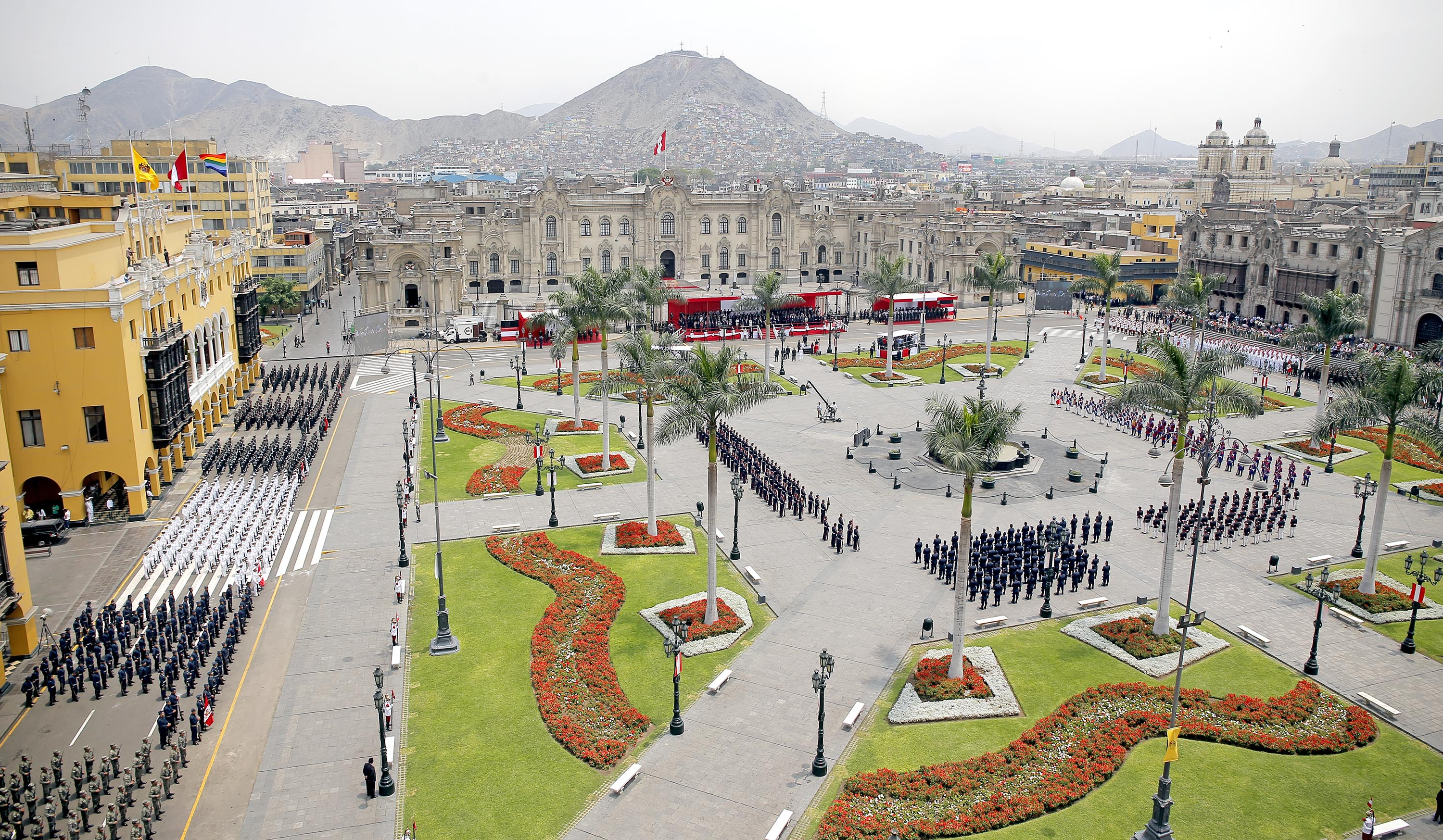
Fotografía aérea de 2014.